# Dorfteich Elsebeck
Der Dorfteich Elsebeck liegt im Calvörder Ortsteil Elsebeck im Landkreis Börde, in Sachsen-Anhalt, Deutschland.

## Lage
Der Dorfteich in Elsebeck liegt rund 3,7 Kilometer (Luftlinie) vom Calvörder Ortskern entfernt. Er liegt unweit der Landstraße 25 und im Nordosten der Ortschaft.

## Beschreibung
Der Dorfteich liegt etwas außerhalb der geschlossenen Ortschaft. Sein Umfeld ist mit einer großen Wiesen und mit Sitzbänken ausgestattet. Heute befinden sich Karpfen im Dorfteich, er zählt zu den saubersten Gewässern innerhalb der Gemeinde Calvörde. Der Teich wird heute als Löschwasserteich genutzt.
| \| \|                                     |
| Dorfteich Elsebeck innerhalb von Calvörde |
|                                           |